# Jean Calmette
Pour les articles homonymes, voir Calmette.
Jean Calmette, né le 5 avril 1692 à Rodez, Aveyron (France) et décédé en février 1740 à Chikballadur, Karnataka (Inde) était un prêtre jésuite français, missionnaire en Inde du Sud et indianiste.

## Premières années en Inde
Entré à 17 ans, le 4 octobre 1709, au noviciat des jésuites de Toulouse, Jean Calmette enseigne quelque temps en France et reçoit l'ordination sacerdotale avant de partir pour l’Inde en 1725. Il arrive à Pondichéry le 21 août 1726. Durant quelques années il est missionnaire dans la région de langue tamoule autour de Vellore. 

## Initiation au brahmanisme
De 1730 à sa mort il sera dans la région de langue télougou, (maintenant Andhra Pradesh). À Ballapuram, Calmette fréquente les écoles brahmaniques où s’enseigne le sanskrit et les autres disciplines hindoues (y compris l’astronomie et les sciences naturelles). Il y atteint un tel niveau de connaissance de la langue que les brahmanes acceptent de l’initier à la science des textes sacrés, les Védas. Cette faveur peut être considérée comme une véritable initiation religieuse à l’hindouisme. Max Müller a écrit que le Père Calmette est le premier à obtenir le texte complet des quatre Védas. Dans ces Védas, aux dires même de Calmette, se trouvent des trésors de littérature, des traités de grammaire, de philosophie et d’astronomie. 
L'étude détaillée de Ludo Rocher sur le « faux Véda » Ezour vedam mentionne Jean Calmette parmi les auteurs potentiels de ce fameux texte. La nouvelle preuve présentée par Urs App en 2010 indique que l'auteur de l’Ezour vedam était en fait Jean Calmette ; ce texte, publié en 1778 par Guillaume de Sainte-Croix, fut une source importante de l'orientalisme naissant ainsi que du début des études européennes sur les Védas et la littérature religieuse et philosophique de l'Inde ancienne. Il a joué un rôle important dans la pensée de Voltaire à partir de 1760.

## Écrivain en langue sanskrite
Calmette est passionné de sanskrit et d’orientalisme. Avec l’aide d’amis brahmanes il tire des Védas des vérités religieuses fondamentales communes à toutes les religions comme l’unicité de Dieu, les attributs divins, etc. Il compose des ‘slokas’ (textes versifiés en sanskrit) contenant les vérités de la foi chrétienne (son ouvrage Satyaveda sara Sangraham en contient 172) et traduit les œuvres de Roberto de Nobili en sanskrit: Le grand catéchisme de la foi et la Réfutation de la transmigration des âmes. Il encourage également ses chrétiens à écrire dans la langue sacrée. La bibliothèque royale de Paris fut enrichie de nombreux manuscrits telougous et sanskrits qu’il envoya. Malheureusement la collection que lui-même et ses compagnons (Jean-François Pons, Nicolas Possevin, Gaston-Laurent Cœurdoux) avait rassemblée à Pondichéry fut perdue lors de la suppression de la Compagnie de Jésus (1773). Certains affirment qu'il fut le véritable auteur de l'Ezour Veidam, un faux inspiré des recueils de poésie épique en sanskrit, dans le but de ridiculiser les croyances populaires hindoues à la cour de France. L'œuvre pourrait en revanche bien être produite par d'autres missionnaires jésuites.
Ce travail prometteur fut interrompu par la mort prématurée de Jean Calmette en 1740 ; il avait à peine 48 ans.

## Œuvres
- (en sanskrit) Satyaveda sara Sangraham